# Шестоянуарска диктатура
Шестоянуарската диктатура (на хърватски: Šestosiječanjska diktatura; на сръбски: Шестојануарска диктатура/Šestojanuarska diktatura, на словенски: Šestojanuarska diktatura) е кралска диктатура установена в Кралство Югославия от крал Александър (управлявал 1921 – 1934). Започва от 6 януари 1929 г., когато кралят прекратява сесиите на парламента и взема контрола над държавата и завършва със създаването на Югославската конституция през 1931 г.

## Установяване на диктатурата
Повод за въвеждане на диктатурата е убийството в Народната скупщина на хърватския селски водач Степан Радич и последвалата парламентарна и политическа криза. В публикувания на 6 януари 1929 г. кралски манифест се казва: „Дошъл е час, когато повече не е нужно да има някакви посредници между народа и краля… Парламентарните институции, които като политически инструмент се ползва от моя блаженно починал баща, остава и мой идеал... Но слепите политически страсти дотолкова злоупотребяват с парламентарната система, че стават препятствие за всяка полезна национална дейност. Съгласието и дори обичайните отношения между партиите и отделните хора станаха изцяло невъзможни. Вместо развитие и въплътяването на идеята за народното единство, парламентарните лидери започнаха да провокират стълкновения и национално разделение… Мой свят дълг е на всяка цена да се съхрани народното единство на държавата... Този идеал трябва да стане най-важния закон не само за мен, но и за всеки човек. Такова задължение ми налагат отговорността ми пред народа и историята, моята любов към родината и святата памет за безчислените и безценни жертви, паднали за този идеал. Да се прибегне както и по-рано към парламентарна смяна на правителството или към нов избор на законодателно събрание би значело да изгубим ценно време в напразни опити, които ни отнеха последните няколко години. Трябва да търсим нови методи на работа и да проправим нови пътища.“. През януари 1929 година са забранени всички политически партии..
Крал Александър премахва Видовденската конституция, разпуска националното събрание и налага лична диктатура на 6 януари 1929 г. На следващия ден генерал Петър Живкович става министър-председател, оглавявайки партията на режима Югославска национална партия. На 11 януари е създаден държавен съд за защита на държавата в Белград.
На 20 април хърватската организация Усташа и българската организация ВМРО настояват за независимост на Хърватия и Македония.
на 25 април Джуро Джакович, известен привърженик на съюза и първи секретар на комунистическата партия на Югославия, е убит от югославските полицаи на Югославско-австрийската граница след 4 дни мъчения и разпит в полицейско управление в Загреб.
На 3 октомври държавата се преименува от Кралство на сърбите, хърватите и словенците на Кралство Югославия и е разделена на нови административни единици, наречени бановини (единствено число бановина).
На 22 декември е арестуван хърватският лидер Владко Мачек.
След убийството на крал Александър от дееца на ВМРО Владо Черноземски в Марсилия, Сърбия се управлява от регентство.

## Край на Шестоянуарската диктатура
На 3 септември 1931 г. кралят дава на страната конституция, според която се създава втора камара на парламента (Сенат), половината членове на която се назначава от монарха. Първите парламентарни избори са определени за 8 ноември 1931 г., за регистрация на списъка си всяка партия трябва да събере голямо количество подписи от всички избирателни окръзи на кралството.. В резултат на изборите от 1931 г. местата в парламента са заети главно от правителствени кандидати, а избраните депутати през декември същата година създават единствената партия – Югославска радикална селска демокрация (на 20 юли 1933 г. е преименувана на Югославска национална партия). Фактическият край на диктатурата е убийството на крал Александър на 9 октомври 1934 г. След това убийство на власт идва принц-регента Павел на малолетния крал Петър II. Почти веднага след това от ареста са пуснати словенският и хърватския лидери (Антон Корошец и Владко Мачек), предишният парламент е разпуснат и са проведени нови избори за Скупщина в съответствие с актуализациите от март 1933 г., което позволява опозиционните партии да имат депутатски мандати. Съгласно действащия избирателен закон правителствения списък получава само 60,64 % гласовете получава 303 от 370. Политическата борба приключва през 1939 г. със споразумението Цветкович-Мачек, което създава в състава на Югославия Хърватска бановина. Тази териториална единица, формирана на национална основа, противоречи на принципите на крал Александър, които се основават на политиката на обединение.